# Région ecclésiastique de Ligurie

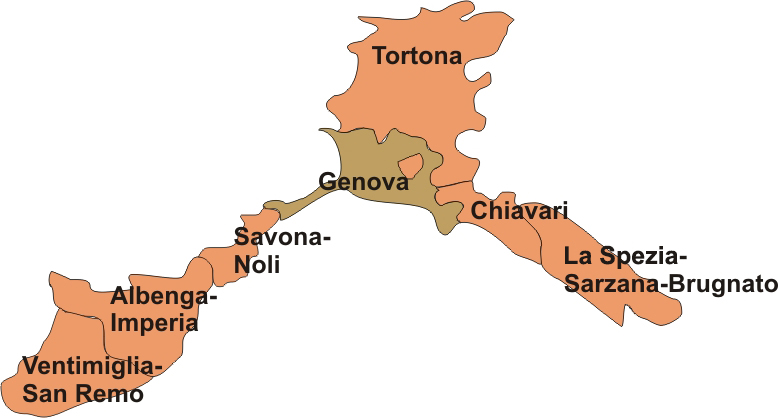
Carte de la région ecclésiastique de Ligurie.

La région ecclésiastique de Ligurie (en italien : Regione ecclesiastica Liguria) est l'une des seize régions ecclésiastiques que compte l'Église catholique romaine en Italie.
Cette circonscription d'une superficie de 6 710 km² couvre la majeure partie de la région administrative de Ligurie (qui est partiellement incluse dans les régions ecclésiastiques du Piémont et d'Émilie-Romagne et certaines parties des provinces d'Alexandrie, de Pavie et de Coni). Elle englobe 1 795 670 habitants répartis sur 1 248 paroisses. En 2025, elle compte 707 religieux séculiers, 340 religieux réguliers et 121 diacres permanents.

## Archidiocèses et diocèses de la région
La région compte 1 archidiocèses et 6 diocèses 
- Archidiocèse de Gênes
  - Diocèse d'Albenga-Imperia
  - Diocèse de Chiavari
  - Diocèse de La Spezia-Sarzana-Brugnato
  - Diocèse de Savone-Noli
  - Diocèse de Tortone
  - Diocèse de Vintimille-Sanremo

### Articles liés
- Église catholique en Italie
- Liste des diocèses et archidiocèses d'Italie